# Вардим (острів)
Вардим острів (болг. остров Вардим, ostrov Vardim) — третій за величиною болгарський дунайський острів (після островів Белене та Козлодуй). Розташований на схід від міста Свиштов, навпроти села Вардим (у Свиштовському муніципалітету, Великотирновська область) і частина Белене-Дунайського архіпелагу, це захищені водно-болотні угіддя національного значення і територія гніздування птахів.
Острів лежить приблизно за 300 метрів (980 футів) на північ від болгарського берега Дунаю, між 542-м і 546-м кілометрами від витоку річки. Ліс заплавного типу часто утворюється, коли частина острова затоплюється під час весняної повені.
Скелі Вардим біля Хел-Гейтс на острові Лівінгстон, Південні Шетландські острови в Антарктиді, названі на честь острова Вардим і прилеглого поселення Вардим.

## Біорізноманіття
Окрім дуба Вардим, специфічного гігрофільного типу літнього дуба, на острові Вардим можна спостерігати інші види дуба та в'яза, а також білу вербу, білу тополю, чорну акацію, чорну тополю, білоцвіт тощо
За даними Болгарського товариства захисту птахів, острів є одним із п'яти найважливіших районів гніздування в країні великого баклана, кваки та косаря, що робить його місцем міжнародного орнітологічного значення. Всього на острові гніздиться 21 національно захищений вид. із 75 видів птахів, які можна спостерігати на острові Вардим, 31 має європейське значення: 2 належать до категорії SPEC1, 11 — до SPEC2 та 18 — до SPEC3. На острові можна побачити орлана, і до 1985 року на ньому можна було спостерігати й інші види, включаючи чаплю жовту, коровайку та баклана малого.

## Старий дуб
З метою захисту природних плантацій дуба Вардиму та великої кількості куликів 5 березня 1971 року Міністерством лісів та лісової промисловості територія Старого Дуба була оголошена природним заповідником. Заповідник поширюється на площу 0,718 км2, із них 0,646 заліснених та 0,072 незалісних. 2 липня 1998 року він був перекваліфікований у заповідну територію площею 0,987 км2 Комітетом із питань охорони навколишнього середовища при Раді міністрів Болгарії.

### Загальні посилання
- Vardim island (Important Birds Areas of Bulgaria). BirdLife International. Архів оригіналу за 29 вересня 2007. Процитовано 27 листопада 2006.